# Silsand
Silsand is een plaats op het Noorse eiland Senja in de provincie Troms. Silsand telt 1315 inwoners (2007) en heeft een oppervlakte van 0,98 km².